# 11 février 1981
Le mercredi 11 février 1981 est le 42e jour de l'année 1981.

## Naissances
- Jaroslav Levinský, joueur de tennis tchèque
- Ben Cureton, rameur d'aviron australien
- Ivan Nikčević, joueur de handball international serbe
- Michael Theo, footballeur australien
- Vincent Durupt, rameur d'aviron français
- Juan José Cobo, coureur cycliste espagnol
- Frank Kleber, skeletoneur allemand
- Sonia Rolland, actrice et réalisatrice française
- Larbi Hosni, footballeur international algérien évoluant au poste d'arrière latéral droit
- Aritz Aduriz, joueur de football international espagnol
- Patrick Mbaraga, joueur professionnel de hockey sur glace canadien
- Kelly Rowland, chanteuse, danseuse, parolière, actrice et personnalité de la télévision américaine
- Edoardo Molinari, golfeur italien

## Décès
- Fusae Ichikawa (née en 1893), femme politique et féministe japonaise
- Maurice Mandrillon (né le 23 août 1902), fondeur et patrouilleur militaire français
- Bruno Edan (né le 12 avril 1957), artiste peintre et poète français

## Autres événements
- Wojciech Jaruzelski remplace Józef Pińkowski en tant que Premier ministre de la Pologne
- Sortie en France du film Vendredi 13
- Sortie du film Nikos Papatakis
- Sortie américaine du film Sphinx
- Sortie du film Court circuits
- Sortie américaine du film Meurtres à la St-Valentin